# Dangerous (David Guetta)
Dangerous è un singolo del DJ francese David Guetta, pubblicato il 6 ottobre 2014 come secondo estratto dal sesto album in studio Listen.
Il singolo ha visto la partecipazione vocale del cantante statunitense Sam Martin.

## Video musicale
Il video musicale, pubblicato il 31 ottobre 2014, mostra Guetta e James Purefoy mentre gareggiano a bordo di due auto su una pista di Formula 1 (Circuito di Jerez de la Frontera). Nella parte finale del video è presente un cameo di Romain Grosjean che appare sul podio assieme a Guetta e Purefoy. Prima della sua pubblicazione vi era un lyric video che si apriva mostrando un campo di asteroidi; durante tutto il resto del video venivano mostrate le immagini all'interno di mezzi spaziali.
Il video è un omaggio alla storica concorrenza tra le due stelle di Formula 1 James Hunt e Niki Lauda.

## Classifiche

### Classifiche settimanali
| Classifica (2014) | Posizione massima |
| ----------------- | ----------------- |
| Australia         | 7                 |
| Belgio            | 4                 |
| Bulgaria          | 1                 |
| Canada            | 18                |
| Danimarca         | 6                 |
| Finlandia         | 1                 |
| Francia           | 1                 |
| Grecia            | 1                 |
| Irlanda           | 7                 |
| Italia            | 4                 |
| Lussemburgo       | 1                 |
| Paesi Bassi       | 2                 |
| Polonia           | 1                 |
| Scozia            | 4                 |
| Stati Uniti       | 56                |
| Spagna            | 1                 |
| Svezia            | 5                 |
| Svizzera          | 1                 |
| Ungheria          | 2                 |

## Cover
- Lorenzo Fragola ha inserito una sua versione pop del brano all'interno del suo album di debutto 1995.[32]